# Comuna de Wola Mysłowska
Wola Mysłowska (polaco: Gmina Wola Mysłowska) é uma gminy (comuna) na Polónia, na voivodia de Lublin e no condado de Łukowski. A sede do condado é a cidade de Wola Mysłowska.
De acordo com os censos de 2004, a comuna tem 5325 habitantes, com uma densidade 44 hab/km².

## Área
Estende-se por uma área de 120,95 km², incluindo:
- área agrícola: 79%
- área florestal: 14%

## Demografia
Dados de 30 de Junho 2004:
|                      | Total   | Total | Mulheres | Mulheres | Homens  | Homens |
| -------------------- | ------- | ----- | -------- | -------- | ------- | ------ |
|                      | pessoas | %     | pessoas  | %        | pessoas | %      |
| População            | 5325    | 100   | 2637     | 49,5     | 2688    | 50,5   |
| Densidade (pop./km²) | 44      | 100   | 21,8     | 21,8     | 22,2    | 22,2   |

De acordo com dados de 2002, o rendimento médio per capita ascendia a 1223,15 zł.

## Subdivisões
- Baczków, Błażków, Ciechomin, Dwornia, Dychawica, Germanicha, Grudź, Jarczew, Kamień, Ksawerynów, Lisikierz, Mysłów, Nowy Świat, Osiny, Powały, Stara Huta, Świder, Wandów, Wilczyska, Wola Mysłowska, Wólka Ciechomska.

## Comunas vizinhas
- Kłoczew, Krzywda, Miastków Kościelny, Stanin, Stoczek Łukowski, Żelechów